# Vincenzo Florio (ferry)
Le Vincenzo Florio est un ferry de la compagnie italienne Tirrenia. Construit entre 1996 et 1999 par les chantiers Ferrari de La Spezia, il est le premier d'une série de deux navires commandés par l'ex-compagnie publique Tirrenia di Navigazione. Mis en service en octobre 1999 sur les lignes intérieures italiennes entre le continent et la Sicile, sa carrière sera marquée par un violent incendie en 2009 qui entrainera l'immobilisation du navire jusqu'en 2012. En 2024, le Vincenzo Florio est transféré dans la flotte de Moby Lines.

## Historique

### Origines et construction
À la fin des années 1990, la compagnie publique Tirrenia di Navigazione, principale concessionnaire des lignes maritimes entre le continent italien, la Sardaigne et la Sicile, lance un important programme de renouvellement de son outil naval au service de la continuité territoriale. Ceci fait suite au projet du gouvernement italien de procéder au démantèlement de la holding d'état Finmare, détenant notamment Tirrenia, et à terme de privatiser l'ensemble de ses filiales. Profitant de ses dernières années sous la tutelle de l'État, la compagnie prévoit alors la mise en service de plusieurs navires de grande capacité qui succéderont aux ferries de la classe Strade Romane sur ses principaux axes. Il est ainsi décidé de la conception de deux nouvelles classes de navires financées au moyen des importantes subventions perçues dans le cadre de la continuité territoriale. Parmi ces deux classes, l'une serait employée sur la Sicile tandis que l'autre desservirait la Sardaigne.
Première des deux séries mises en chantier, la paire de navires destinée à la Sicile reprend la configuration des ferries de la classe Strade Romane avec notamment une importante surface consacrée aux garages qui s'étendent sur quatre niveaux, couvrant au total la hauteur de six ponts, leur conférant ainsi une grande capacité de l'ordre de 630 véhicules et 140 unités de fret. Par rapport aux précédents navires, leurs dimensions sont bien plus importantes avec 180 mètres de long pour 26 mètres de large. Conçus pour accueillir plus de 1 400 passagers, les intérieurs sont équipés des locaux habituels des navires de Tirrenia avec la restauration à bord partagée entre une cafétéria self-service et un restaurant à la carte et des espaces variés tels que deux bars, un cinéma, une bibliothèque et une boutique. Les voyageurs seront principalement logés au sein de cabines privatives. À l'inverse des futurs ferries de Tirrenia prévus pour la desserte de la Sardaigne conçus pour atteindre des vitesses relativement élevées de l'ordre de 30 nœuds environ, ceux dévolus à la Sicile s'avèreront plus classiques avec des vitesses ne dépassant pas les 23 nœuds en service.
Les navires sont baptisés d'après deux importantes figures de la marine marchande italienne, Vincenzo Florio et Raffaele Rubattino, ayant notamment fondé la Navigazione generale italiana en 1881. Commandés auprès des chantiers INMA de La Spezia, ils font partie des rares ferries de Tirrenia à ne pas être construits par Fincantieri, ayant succédé à Italcantieri, qui a réalisé la plupart des navires de la compagnie.
Premier des deux navires construit, le Vincenzo Florio est mis sur cale le 20 septembre 1996 et lancé le 19 juillet 1997. Entre temps, l'entreprise Cantiere Navale Ferrari prendra la relève des chantiers INMA et livrera le navire au début du mois d'octobre 1999 à Tirrenia.

### Service
Quelque temps seulement après sa livraison, le Vincenzo Florio connaît son premier incident le 4 octobre 1999 lorsqu'il entre en collision avec le navire de croisière The Topaz à La Spezia par mauvais temps. Le paquebot subit d'importants dégâts avec une déchirure de 20 mètres de long sur son flanc tandis que le ferry de Tirrenia est endommagé au niveau de la proue. Aucun des 900 passagers du navire de croisière n'a été blessé. Malgré cet évènement le Vincenzo Florio réalise son voyage inaugural quelques jours plus tard, le 7 octobre, entre Naples et Palerme. En octobre de l'année suivante, il est rejoint sur cette ligne par son jumeau le Raffaele Rubattino.
Le 18 novembre 2001, alors qu'il s'apprête à quitter Naples pour rejoindre la Sicile, le navire heurte la jetée Martello en raison de vents violents. Le choc occasionne alors une brèche de quatorze mètres sous la ligne de flottaison, donnant lieu à une prise d'eau. Les dégâts conduiront à l'immobilisation du ferry pour une vingtaine de jours.
Le 18 décembre 2004, alors que le Vincenzo Florio, parti de Palerme à 21h, fait route vers Naples par mer agitée, une panne du système électrique provoque vers 23h l'arrêt des moteurs. Les mouvements du navire, livré aux vagues, entraînent le ripage de plusieurs véhicules au sein du garage, dont l'un déclenche un incendie. Rapidement, les dispositifs de sécurité sont actionnés et le sinistre est éteint grâce au déversement d'une centaine de tonnes d'eau qui s'accumulent cependant dans les cales du navire, provoquant une forte gîte d'environ 10°. Finalement, l'équipage parvient à faire redémarrer les machines afin de retourner sur Palerme où le Vincenzo Florio arrive aux alentours de 8h le lendemain. En raison de la forte inclinaison du navire, les rampes du garage ne peuvent être ouvertes, obligeant les 471 passagers à quitter le bord au moyen d'échelles déployées par les pompiers.
Le 29 mai 2009, le Vincenzo Florio fait route sur Palerme en provenance de Naples. À 3h16, alors qu'il se trouve à 15 milles au large de l'île d'Ustica, un nouvel incendie, dont l'origine demeure inconnue, se déclare à bord, au niveau du garage supérieur. En raison du dysfonctionnement d'une partie du système anti-incendie, celui-ci se propage au delà du garage et atteint les ponts supérieurs où se situent les locaux des passagers. En conséquence, le commandant ordonne l'abandon du navire. Les 513 passagers et les 53 membres de l'équipage sont évacués à l'aide des embarcations de sauvetage ainsi que des radeaux pneumatiques. Si une cinquantaine de personnes devra être conduite à l'hôpital, aucun blessé grave ne sera à déplorer parmi les rescapés. Le Vincenzo Florio, quant à lui, est remorqué jusqu'à Palerme. L'incendie ravage la partie arrière du navire pendant plusieurs jours avant d'être finalement éteint le 2 juin. Saisi dans un premier temps par les autorités italiennes pour les besoins de l'enquête afin de déterminer les causes de l'incendie, le ferry rejoint par la suite les chantiers Fincantieri de Palerme où il est remis en état. Les parties endommagées par l'incendie sont démolies et reconstruites à l'identique. Les travaux se poursuivent jusqu'en 2012 et le Vincenzo Florio reprend la mer sur sa ligne habituelle le 9 mai.
Cette même année 2012, le processus de privatisation de Tirrenia arrive à son terme avec le rachat partiel de la compagnie par son concurrent Moby Lines à travers la Compagnia Italiana di Navigazione (CIN), structure spécialement créée pour la privatisation. À cette occasion, l'entité historique Tirrenia di Navigazione est dissoute et ses actifs sont transférés au sein d'une nouvelle structure baptisée Tirrenia CIN. Le Vincenzo Florio rejoint cette nouvelle entité à l'instar d'autres navires de l'ancienne flotte de Tirrenia et conserve son affectation d'origine vers la Sicile.
En mars 2024, au cours de son arrêt technique effectué aux chantiers Palumbo de Messine, le Vincenzo Florio est repeint aux couleurs de Moby Lines et arbore alors sur sa coque la baleine bleue, emblême de la compagnie. Malgré son changement de compagnie, le navire conserve son affectation sur la Sicile.

## Aménagements
Le Vincenzo Florio possède 9 ponts. Si le navire s'étend en réalité sur 10 ponts, l'un d'entre eux est absent au niveau du garage pour permettre le transport de remorques. Les locaux passagers occupent la totalité des ponts 7 et 8 ainsi qu'une grande partie du pont 9 tandis que les parties de l'équipage se trouvent à l'avant du pont 9. L'entièreté des ponts 3 et 5 ainsi que l'avant des ponts 6 et 1 abritent quant à eux les garages.

### Locaux communs
Le Vincenzo Florio est équipé d'une grande variété d'installations toutes situées sur le pont 8. Parmi elles se trouvent deux bars situés à l'avant et à l'arrière, un restaurant à la carte situé vers l'avant et un restaurant self-service situé au milieu, ainsi qu'un cinéma, une salle de jeux de cartes, une bibliothèque et une boutique au centre.

### Cabines
Le Vincenzo Florio dispose de 289 cabines situées situées majoritairement sur le pont 7 ainsi que sur une grande partie du pont 9. Ces cabines, internes et externes, sont le plus souvent équipée de deux à quatre couchettes ainsi que de sanitaires comprenant douche, WC et lavabo. En plus de ces cabines, le navire propose 194 places en fauteuils Pullman au sein d'un salons situé sur le pont 7.

## Caractéristiques
Le Vincenzo Florio mesure 180,30 mètres de long pour 26,80 m de large et son tonnage est de 31 041 UMS. Le navire a une capacité 1 471 passagers et est pourvu d'un garage pouvant accueillir 630 véhicules répartis sur quatre niveaux. Le garage est accessible par deux portes rampes situées à l'arrière. La propulsion est assurée par deux moteurs diesels Wärtsilä 12V46C développant une puissance de 25 200 kW entraînant deux hélices à pas variable faisant filer le bâtiment à une vitesse de 23 nœuds. Le Vincenzo Florio possède quatre embarcations de sauvetage fermées de grande taille, deux sont situées de chaque côté vers le milieu du navire. Elles sont complétées par un canot semi-rigide ainsi que plusieurs radeaux de sauvetage à coffre s'ouvrant automatiquement au contact de l'eau. Le navire est doté de deux propulseurs d'étrave facilitant les manœuvres d'accostage et d'appareillage.

## Lignes desservies
Depuis sa mise en service, le Vincenzo Florio effectue toute l'année la liaison entre le continent italien et la Sicile sur la ligne Naples - Palerme, en traversée de nuit.